# Рощупкин, Дмитрий Валентинович
Дмитрий Валентинович Рощупкин (род. 1 мая 1961 года) — российский учёный-физик, член-корреспондент РАН (2022).

## Биография
Родился 1 мая 1961 года в Москве.
В 1983 году — окончил Московский институт стали и сплавов.
С 1983 года по н. в. — работает в Институте проблем технологии микроэлектроники и особочистых материалов (ИПТМ РАН) — заведующий лабораторией рентгеновской акустооптики; директор (с 2018 года).
В 1990 году — защитил кандидатскую диссертацию, тема: «Исследование взаимодействия поверхностных акустических волн с электронными и рентгеновскими пучками».
В 1997 году — защитил докторскую диссертацию, тема: «Взаимодействие поверхностных акустических волн с электронными и рентгеновскими пучками».
В 2022 году — избран членом-корреспондентом РАН от Отделения нанотехнологий и информационных технологий.

## Научная деятельность
Специалист в области вычислительных, локационных, телекоммуникационных систем и элементной базы микро- и наноэлектроники.
Создатель нового научного направления «Рентгеновская акустооптика», которое позволило решить задачи управления пространственно-временной структурой рентгеновского излучения, создать акустооптический модулятор рентгеновского излучения с временным разрешением 5 пикосекунд для источников синхротронного излучения и лазеров на свободных электронах, разработать методы визуализации акустических волн в твердых телах.
Разработал высокотемпературные датчики физических величин на основе пьезоэлектрических кристаллов семейства лантангаллиевого силиката с использованием акустических волн и прямого пьезоэлектрического эффекта.
Решил задачи получения и применения низкоразмерных 1D и 2D материалов для развития перспективной элементной базы микро- и наноэлектроники, энергосберегающей энергетики, исследован акустостимулированный транспорт носителей заряда в графене и полупроводниковых материалах, позволяющий повысить КПД солнечных элементов до 60 %.
Решил задачи синтеза кристаллов сложных растворов LiNb(1-x)TaxO3 , создания слоистых структур сегнетоэлектрик/полупроводник, формирования сегнетоэлектрических доменных структур для опто- и акустоэлектроники, микросистемной техники.

## Награды
- Почётная грамота Президента Российской Федерации (5 февраля 2024 года) — за заслуги в развитии отечественной науки, многолетнюю плодотворную деятельность и в связи с 300-летием со дня основания Российской академии наук[1].